# Пантелеймон Склавос
Пантелеймон (на гръцки: Παντελεήμων) е гръцки духовник, теуполски титулярен епископ на Вселенската патриаршия в Австралия от 1971 до 1984 година, след това епископ на покой в Солун, а от 2018 година вриулски митрополит.

## Биография
Роден е на 24 август 1936 г. в Солун, Гърция като Георгиос Склавос (Γεώργιος Σκλάβος). Завършва семинарията на Халки през 1959 г. Ръкоположен е за дякон на 17 ноември 1957 г. от митрополит Доротей Принцовоостровен, а за презвитер на 6 юли 1961 г. от митрополит Пантелеймон Солунски. Служи като енорийски свещеник на църквата „Свети Елевтерий“ в Пиргите. През 1964 г. се премества в Австралия, където е свещеник в предградието на Аделаида Тебартън, а през 1970 г. се мести в Сидни. На 8 декември 1970 година Светият синод на Патриаршията го избира и на 1 януари 1971 г. е ръкоположен за титулярен теуполски епископ, викарен епископ на Австралийската епархия. Ръкополагането му е извършено от архиепископ Йезекиил Австралийски в съслужение с епископ Гавриил Австралийски на Антиохийската патриаршия и Аристарх Зинуполски. Служи като викарий в Сидни (1971-1972), Мелбърн (1972-1975 и 1979-1984) и Аделаида (1975-1979). През 1984 г., след разногласия с архиепископ Стилиан Австралийски се оттегля от активна служба и живее в Солун.
На 9 януари 2018 година е направен вриулски митрополит.